# Ulex europaeus subsp. latebracteatus
Ulex europaeus subsp. latebracteatus é uma subespécie de planta com flor pertencente à família Fabaceae. 
A autoridade científica da subespécie é (Mariz) Rothm., tendo sido publicada em Bot. Jahrb. Syst. 72: 115 (1941).
O seu nome comum é tojo-arnal-do-litoral.

## Portugal
Trata-se de uma subespécie presente no território português, nomeadamente em Portugal Continental, no Arquipélago dos Açores e no Arquipélago da Madeira.
Em termos de naturalidade é endémica da Península Ibérica e introduzida dos Arquipélagos dos Açores e da Madeira.

## Protecção
Não se encontra protegida por legislação portuguesa ou da Comunidade Europeia.